# Aero A-25
Aero A-25 byl československý dvouplošný vojenský pokračovací cvičný letoun, vyvinutý z průzkumného a bombardovacího typu Aero A-11 odlehčením konstrukce. V hlavních rysech se podobal nočnímu cvičnému Aero A-21. V několika kusech vznikla i odvozená varianta označená Aero A-125, odlišující se slabší pohonnou jednotkou Breitfeld & Daněk Perun I o výkonu 134 kW (180 k), na niž bylo přestavěno i šest A-21.

## Varianty
A-25
Původní varianta s motorem BMW IIIa stavěná v patnáctikusové sérii.
A-125
Upravená varianta s motorem Breitfeld & Daněk Perun I vzniklá v počtu dvanácti kusů, z toho šesti přestavěných z letounů A-21.

## Uživatelé
- Československo
  - Československé letectvo
- Slovensko
  - Slovenské vzdušné zbraně (1 kus)[3]

## Specifikace
Údaje platí pro variantu s motorem BMW IIIa

### Technické údaje
- Osádka: 2 (instruktor a žák)
- Rozpětí: 12,80 m
- Délka: 8,10 m
- Nosná plocha: 36,20 m²
- Prázdná hmotnost: 985 kg
- Vzletová hmotnost: 1 270 kg
- Pohonná jednotka: 1 × kapalinou chlazený šestiválcový řadový motor BMW IIIa
- Výkon pohonné jednotky: 136 kW (185 k)

### Výkony
- Maximální rychlost: 160 km/h
- Cestovní rychlost: 125 km/h
- Dostup: 6 500 m
- Stoupavost: výstup do výše 3 000 m za 12,5 minuty
- Dolet: 480 km